# Flávia de Oliveira
Flávia de Oliveira (Londrina, 17 de julho de 1983) é uma modelo brasileira.

## Trabalhos
Campanhas
Armani fragrance, Borbonese, Blumarine, Cesare Paciotti, Dolce & Gabbana, Salvatore Ferragamo, Victoria's Secret.
Editoriais
- Harper's Bazaar EUA
- Harper's Bazaar Reino Unido

## Desfiles

### 2002
- Primavera/Verão: Alexandre Herchcovitch, Chompol Serimont, Cynthia Rowley, Dirk Bikkembergs, Douglas Hannant, Emporio Armani, Giorgio Armani, House of Field, Miss Sixty, Nina Ricci, Polish, Portugal Fashion International, Ruffo Research, Yigal Azrouel.

- Outono/Inverno: Alexandre Herchcovitch, b michael, Christina Perrin, Custo Barcelona, Emilio Cavallini, Emporio Armani, Gaspard Yurkievich, Gen Art, Imitation of Christ, Nicolas del Verme, Paula Hian, Rubin Chapelle, Shin Choi, Vivienne Westwood, Yigal Azrouel.

### 2003
- Primavera/Verão: Emporio Armani, Salvatore Ferragamo.

- Outono/Inverno: Emporio Armani, Giorgio Armani, Salvatore Ferragamo, Simoneta Ravizza.

### 2004
- Primavera/Verão: Alberta Ferretti, Emporio Armani, Gai Mattiolo, Giorgio Armani, Iceberg, Laura Biagiotti, Philosophy di Alberta Ferretti, Salvatore Ferragamo.

- Outono/Inverno: b michael, Emporio Armani, Gai Mattiolo, Giorgio Armani, Gustavo Arango, James Coviello, Kristina Ti, Laura Biagiotti, Lorenzo Riva, Luciano Soprani, Mary Ping, Pollini by Rifat Ozbek, Salvatore Ferragamo, Sebastian Pons, Simoneta Ravizza, Vivienne Tam.

### 2005
- Primavera/Verão: Emporio Armani, Gilles Rosier, Giorgio Armani, Luciano Soprani, Mila Schon.
- Outono/Inverno: Emporio Armani, Giorgio Armani, John Ribbe, Lorenzo Riva, Luciani Soprani, Mila Schon, Undercover.

### 2006
- Primavera/Verão: B Rude, Costello Tagliapietra, Fisico, Gai Mattiolo, Giorgio Armani, James Coviello, Lorenzo Riva, Missoni, Naeem Kahn, Tracy Reese, YSL Rive Gauche, Yigal Azrouel.

- Outono/Inverno: 6267, Alexandre Herchcovitch, Baby Phat, Balenciaga, Bottega Veneta, Boudicca, Byblos, Carlos Miele, Celine, Chanel, Costello Tagliapietra, Custo Barcelona, DKNY, Daks, Dolce & Gabbana, Doo Ri, Dsquared2, Gucci, Haider Ackermann, Heatherette, Hermes, J Mendel, Jeremy Scott, John Galliano, Kenneth Cole, Malo, Miss Sixty, Moschino, Nicole Farhi, Nina Ricci, Peter Som, Richard Chai, Temperley, Trovata, Trussardi, Tuleh, Valentino, Vera Wang, Vivienne Westwood, YSL Rive Gauche.

- Alta costura - Outono/Inverno: Chanel, Christian Dior, Christian Lacroix, Givenchy, Valentino.

- Victoria Secret Fashion Show - Segments PINK , Alice no pais das Maravilhas.

### 2007
- Primavera/Verão: 6267, Alexandre Herchcovitch, Angelo Marani, Baby Phat, Badgley Mischka, Balenciaga, Bill Blass, Bottega Veneta, Brian Reyes, Carlos Miele, Carolina Herrera, Chado Ralph Rucci, Chanel, Christian Dior, Cividini, Clips, Costello Tagliapietra, D&G, Dolce & Gabbana, Doo.Ri, Dsquared2, Elie Saab, Emanuel Ungaro, Ermanno Scervino, Etro, Gaetano Navarra, Givenchy, Heatherette, Hermes, Jean Paul Gaultier, John Galliano, Karen Walker, Loewe, Love Sex Money, Malo, Marchesa, Michael Kors, Mila Schon, Miss Bikini, Missoni, Moschino Cheap & Chic, Oscar de la Renta, Ralph Lauren, Roberto Cavalli, Rodarte, Rosa Cha, Ruffian, Temperley, Trend Les Copains, Tuleh, Valentino, Versace, Viktor & Rolf, Y-3, Yigal Azrouel.

- Alta costura - Primavera/Verão: Armani Prive, Chanel, Christian Dior, Elie Saab, Givenchy, Valentino.

- Outono/Inverno: Alexandre Herchcovitch, Baby Phat, Badgley Mischka, Behnaz Sarafpour, Bill Blass, Brian Reyes, Bruce, Carlos Miele, Chado Ralph Rucci, Chaiken, Diane von Furstenberg, Diesel StyleLab, Doo.Ri, Ellen Tracy, Heatherette, Jenni Kayne, Luca Luca, Malo, Max Azria, Michael Kors, Miss Sixty, Monique Lhuillier, Nicole Miller, Oscar de la Renta, Ralph Lauren, Rock & Republic, Ruffian, Temperley, Tommy Hilfiger.

- Victoria Secret Fashion Show - segments Age Of Elegance, Pink.

## Agências
- FORD Models Brasil